# Adna R. Chaffee, Jr.

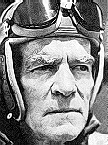
Adna Romanza Chaffee

Adna Romanza Chaffee, Jr. (* 23. September 1884 in Junction City, Kansas; † 22. August 1941 in Boston, Massachusetts) war ein US-amerikanischer Armeeoffizier. Er war in der Zwischenkriegszeit einer der Proponenten der Panzerwaffe und war an ihrem Aufbau vor dem Zweiten Weltkrieg entscheidend beteiligt.

## Leben
Chaffee wurde 1884 als Sohn des hohen Kavallerieoffiziers Adna R. Chaffee geboren. 1906 wurde Chaffee jr. selbst Leutnant der Kavallerie. Im Ersten Weltkrieg war Chaffee als Stabsoffizier in Frankreich eingesetzt.
Chaffee war einer der ersten Proponenten mechanisierter und gepanzerter Kriegsführung in der US-Armee. Er setzte sich in seiner Rolle als Offizier am Kriegsministerium dafür ein, Ressourcen für die Aufstellung mechanisierter Verbände verfügbar zu machen. 1927 bis 1931 wirkte Chaffee an einer experimentellen mechanisierten Einheit mit. 1938 wurde Chaffee Befehlshaber der 7. mechanisierten Kavalleriebrigade, einer mechanisierten Einheit in Fort Knox. 1940 wurde auf Befehl von George C. Marshall diese Einheit um von der Infanterieunterstützungsrolle abgezogene Panzer ergänzt. Diese Armored Force sollte den Kern der zukünftigen US-Panzerstreitkräfte bilden. Chaffee starb am 22. August 1941 vor Kriegseintritt der USA an einem Gehirntumor.
Nach Chaffee wurden der M24 Chaffee sowie Fort Chaffee in Arkansas benannt.